# SK Větrovy
SK Větrovy je český fotbalový klub, sídlící na Větrovech, příměstské části Tábora. Klub byl založen v roce 1973 a jeho „A“ tým aktuálně hraje 1. B třídu Jihočeského kraje.

## Historie
Historicky největším úspěchem klubu byl mistrovský titul v 1.B třídě Jihočeského kraje v roce 2015 a následný postup do 1.A třídy. Po jednosezónním působení v 1.A třídě se klub na 2 roky vrátil do okresní soutěže v OP Tábor. Po sezoně 2017/18 se klub vrátil na krajskou úroveň a opět působí v 1. B třídě.
| Sezona  | Soutěž    | Umístění |
| ------- | --------- | -------- |
| 2014/15 | 1.B třída | 1.       |
| 2015/16 | 1.A třída | 14.      |
| 2016/17 | II. třída | 3.       |
| 2017/18 | II. třída | 1.       |
| 2018/19 | 1.B třída | 4.       |
| 2019/20 | 1.B třída | 11.      |
| 2020/21 | 1.B třída | 8.       |
| 2021/22 | 1.B třída | 3.       |
| 2022/23 | 1.B třída | 2.       |
| 2023/24 | 1.B třída | 3.       |
| 2024/25 | 1.B třída | 8.       |

## Známí hráči
Lukáš Pfeifer - FK Pardubice

## Zázemí
Klub hraje své domácí zápasy na městském stadionu na Větrovech, přibližně 50 metrů od rozhledny Hýlačka, ze které lze zápasy sledovat. Kapacita pro domácí zápasy je 250 diváků, z toho 150 k sezení na nově postavené tribuně. Součástí sportovního areálu je nové hřiště UMT vybudované s podporou Ministerstva školství a 2 tenisové kurty. 